# Memorial Van Damme 2008
Il Memorial Van Damme 2008 è stato la 32ª edizione del Memorial Van Damme, annuale raduno di atletica leggera, e si è svolto dalle ore 19:00 alle 22:00 UTC+2 del 5 settembre 2008 presso lo Stadio Re Baldovino di Bruxelles. Il meeting è stata la sesta e ultima tappa della Golden League 2008.

## Programma
Il meeting ha visto lo svolgimento di 17 specialità, 10 maschili e 7 femminili: di queste, 6 maschili e 4 femminili erano valide per la Golden League.
| #  | Orario | Specialità             |
| -- | ------ | ---------------------- |
| 1  | 19:00  | 5000 m                 |
| 2  | 19:30  | 3000 m siepi           |
| 3  | 19:45  | 800 m                  |
| 4  | 19:50  | Salto in lungo         |
| 5  | 20:00  | Lancio del giavellotto |
| 6  | 20:25  | 100 m                  |
| 7  | 20:32  | 1500 m                 |
| 8  | 20:52  | 400 m                  |
| 9  | 21:22  | 400 m hs               |
| 10 | 21:30  | 10000 m                |

| # | Orario | Specialità       |
| - | ------ | ---------------- |
| 1 | 19:25  | Salto con l'asta |
| 2 | 19:52  | Salto in alto    |
| 3 | 19:55  | 100 m            |
| 4 | 20:05  | 5000 m           |
| 5 | 20:42  | 100 m hs         |
| 6 | 21:02  | 800 m            |
| 7 | 21:12  | 200 m            |

     Specialità valide per la Golden League

## Risultati
Di seguito i primi tre classificati di ogni specialità.

### Uomini
| Specialità             | 1º classificato     | Prestazione | 2º classificato        | Prestazione | 3º classificato        | Prestazione |
| 100 m                  | Usain Bolt          | 9"77        | Asafa Powell           | 9"83        | Nesta Carter           | 10"07       |
| 400 m                  | Jeremy Wariner      | 44"44       | Martyn Rooney          | 45"34       | Gary Kikaya            | 45"67       |
| 800 m                  | Yusuf Saad Kamel    | 1'44"56     | Alfred Kirwa Yego      | 1'45"01     | Amine Laalou           | 1'45"01     |
| 1500 m                 | Belal Mansoor Ali   | 3'35"94     | Abdalaati Iguider      | 3'36"14     | Nicholas Willis        | 3'36"23     |
| 5000 m                 | Eliud Kipchoge      | 13'06"12    | Isaac Kiprono Songok   | 13'06"71    | Mang'ata Kimai Ndiwa   | 13'07"46    |
| 10000 m                | Sileshi Sihine      | 27'06"97    | Moses Masai            | 27'07"36    | Bernard Kiprop Kipyego | 27'08"06    |
| 400 m hs               | Kerron Clement      | 48"29       | Danny McFarlane        | 48"63       | Isa Phillips           | 48"92       |
| 3000 m siepi           | Paul Kipsiele Koech | 8'04"99     | Brimin Kiprop Kipruto  | 8'10"26     | Tareq Mubarak Taher    | 8'15"32     |
| Salto in lungo         | Miguel Pate         | 8,02 m      | Hussein Taher Al-Sabee | 7,96 m      | Salim Sdiri            | 7,92 m      |
| Lancio del giavellotto | Tero Pitkämäki      | 85,82 m     | Ainārs Kovals          | 84,76 m     | Andreas Thorkildsen    | 82,39 m     |

In grassetto le specialità valide per il jackpot della Golden League
     Atleti vincitori del jackpot della Golden League

### Donne
| Specialità       | 1ª classificata        | Prestazione | 2ª classificata          | Prestazione | 3ª classificata          | Prestazione |
| 100 m            | Kim Gevaert            | 11"25       | Debbie Ferguson-McKenzie | 11"32       | Me'Lisa Barber           | 11"37       |
| 200 m            | Marshevet Hooker       | 22"62       | Kerron Stewart           | 22"76       | Debbie Ferguson-McKenzie | 22"79       |
| 800 m            | Pamela Jelimo          | 1'55"16     | Janeth Jepkosgei         | 1'58"85     | Kenia Sinclair           | 1'59"11     |
| 5000 m           | Vivian Cheruiyot       | 14'25"43    | Meseret Defar            | 14'25"52    | Linet Chepkwemoi Masai   | 14'52"10    |
| 100 m hs         | Delloreen Ennis-London | 12"65       | Lolo Jones               | 12"67       | Josephine Onyia          | 12"71       |
| Salto in alto    | Ariane Friedrich       | 2,00 m      | Blanka Vlašić            | 2,00 m      | Tia Hellebaut            | 2,00 m      |
| Salto con l'asta | Elena Isinbaeva        | 4,72 m      | Monika Pyrek             | 4,56 m      | Tatyana Polnova          | 4,56 m      |

In grassetto le specialità valide per il jackpot della Golden League
     Atlete vincitrici del jackpot della Golden League